# Balkanite
La balkanite è un minerale.